# Lasianobia levicula
Lasianobia levicula är en fjärilsart som beskrevs av Rudolf Püngeler 1909. Lasianobia levicula ingår i släktet Lasianobia och familjen nattflyn. Inga underarter finns listade i Catalogue of Life.